# Alois Stoeckl

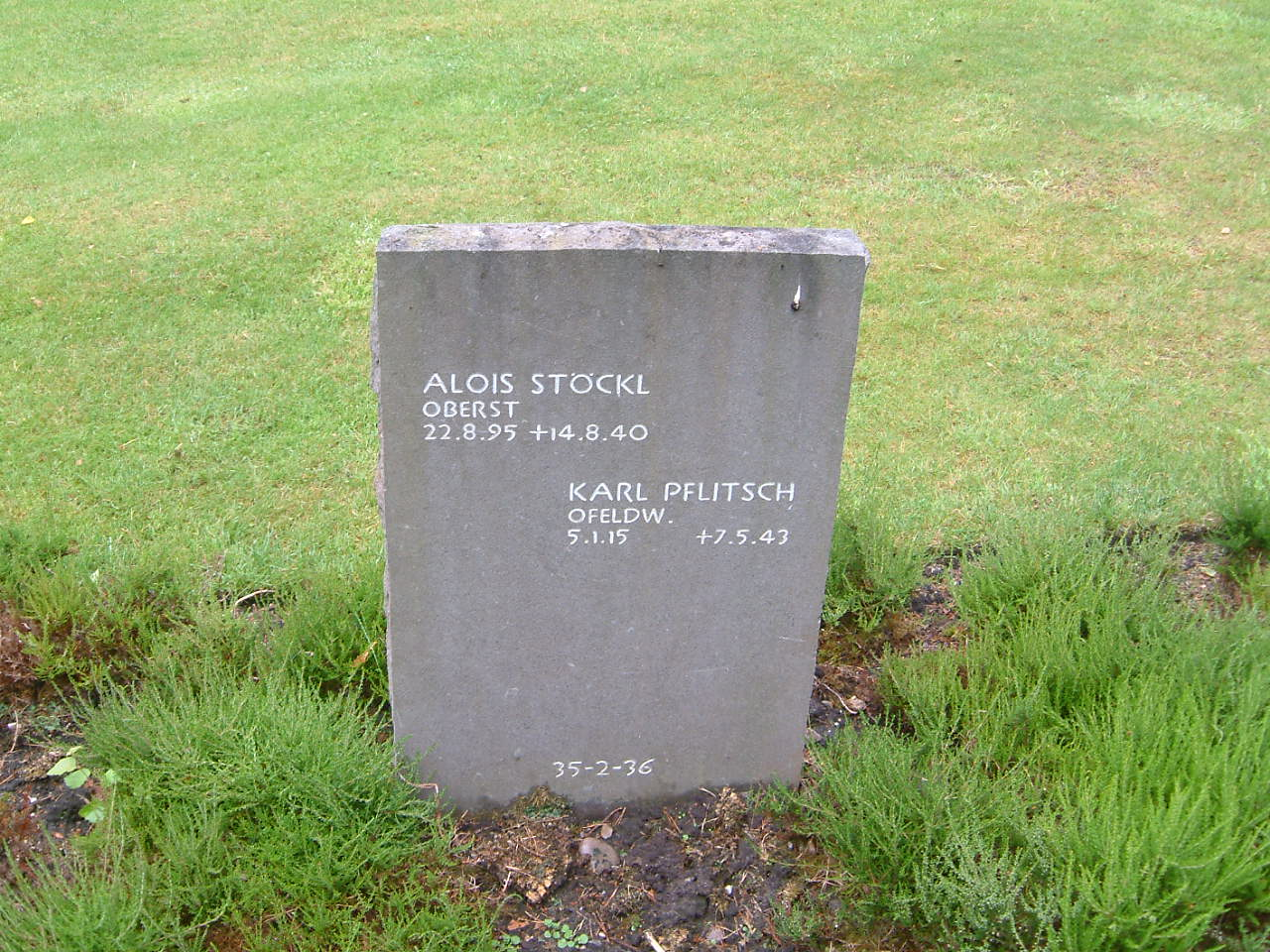
Tombe di Alois Stöckl (1895–1940) e Karl Pflitsch (1915–1943), Deutscher Soldatenfriedhof Cannock Chase, Staffordshire, Regno Unito

Alois Stoeckl (Mühldorf, 22 agosto 1895 – Regno Unito, 14 agosto 1940) è stato un militare tedesco durante la seconda guerra mondiale, insignito della croce di cavaliere dell'Ordine della Croce di Ferro.

## Biografia

### La morte
Rimase ucciso il 14 agosto 1940 in uno scontro aereo quando il suo velivolo, un Heinkel He 111, venne abbattuto da Spitfires britannici dello Squadrone RAF 609. Il pilota che riuscì ad abbatterlo fu l'asso dell'aviazione britannica John Dundas.
Stoeckl e due membri del suo equipaggio, il colonnello Walter Frank ed il tenente colonnello Bruno Broßle vennero quindi sepolti il 19 agosto successivo nel cimitero di Romsey, nel Regno Unito, e poi spostati al cimitero di guerra tedesco di Cannock Chase, dove le salme riposano.